# LCROSS

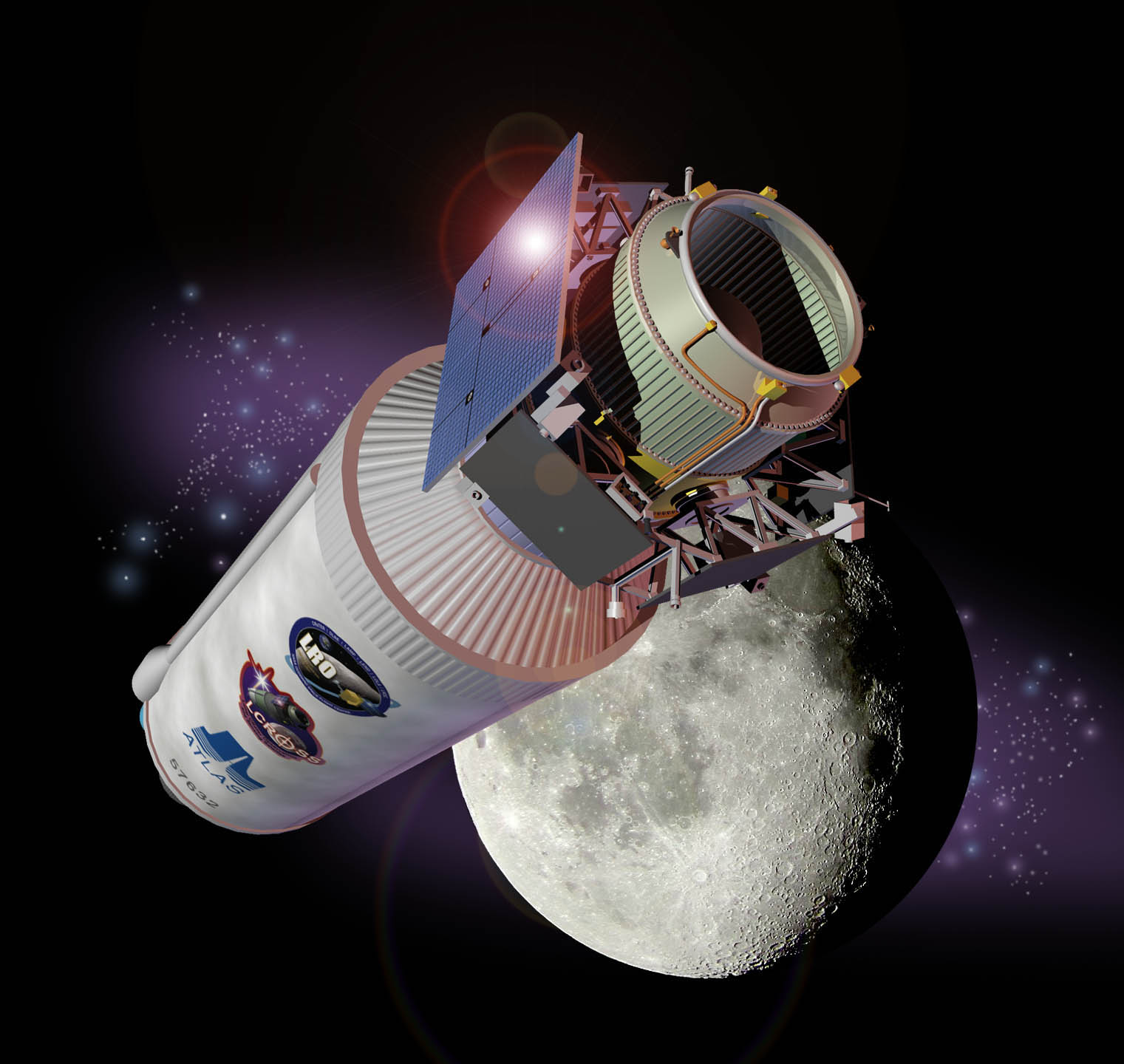
LCROSS

LCROSS(Lunar Crater Observation and Sensing Satellite)는 미국 항공 우주국에 의해 제작된 무인 달 탐사선이다.
이 임무는 달의 극지방에서 감지된 수소의 특성을 결정하는 저렴한 수단으로 생각되었다. 찬드라얀 1호(Chandrayaan-1)가 달의 물을 발견한 직후에 발사된 LCROSS의 주요 임무 목표는 달의 극지방 근처에 영구적으로 그늘진 분화구에서 얼음 형태의 물의 존재를 더 탐구하는 것이었다. 달 남쪽 분화구 카베우스에서 물을 확인하는 데 성공했다.
2009년 6월 18일 달 정찰 인공위성(LRO)과 함께 공유 달 선구자 로봇 프로그램의 일환으로 발사되었으며, 이는 10년 만에 처음으로 미국의 달 탐사 임무였다.
LCROSS는 달의 남극 근처에 있는 크레이터 캐비우스(Cabeus)를 강타한 발사체의 센타우르(Centaur) 상부 스테이지(및 데이터 수집 셰퍼딩(Shepherding) 우주선)에서 발생한 충격 및 잔해 기둥에서 데이터를 수집하고 전달하도록 설계되었다.
센타우르는 2,305kg(5,081lb)의 공칭 충격 질량과 약 9,000km/h(5,600mph)의 충격 속도를 가지고 약 2톤의 TNT(7.2GJ)를 폭파하는 것과 같은 운동 에너지를 방출했다.
LCROSS는 8월 22일 오작동을 일으켜 연료의 절반이 고갈되고 우주선에 연료 여유가 거의 남지 않았다.
센타우르는 2009년 10월 9일 11:31 UTC에 성공적으로 충돌하였다. 셰퍼딩 우주선은 센타우르의 분출 기둥을 통해 하강하여 데이터를 수집하고 전달했으며 6분 후 UTC 11:37에 충돌했다.
당시 언론 보도와는 달리 육안이나 망원경으로 지구에서 충돌이나 먼지 구름을 볼 수 없었다.

## 같이 보기
- 달의 물
- 프로젝트 A119